# Tesoro del valle de York
El tesoro del valle de York, también conocido como tesoro de Harrogate y el tesoro vikingo del valle de York, es un tesoro vikingo del siglo X de 617 monedas de plata y otros 65 objetos. Fue encontrado intacto en 2007 cerca de la ciudad de Harrogate en Yorkshire del Norte, Inglaterra. Fue el tesoro vikingo más grande encontrado en el Reino Unido desde 1840, cuando se encontró el tesoro de Cuerdale en Lancashire, aunque el tesoro de Staffordshire anglosajón, encontrado en 2009, es más grande.

## Descubrimiento
El 6 de enero de 2007, David Whelan, un empresario semirretirado de Leeds, y su hijo Andrew, un topógrafo, descubrieron el tesoro de Harrogate usando detectores de metales. Los Whelan dijeron a BBC News que se habían dedicado a la detección de metales como un hobby desde hacía unos cinco años.
Encontraron el tesoro en un campo vacío que no había sido aún arado para la siembra primaveral. Más tarde se siguió investigando el campo, pero no se encontró ningún rastro de asentamiento o estructura. Unos 30 cm bajo el suelo, después de que se excavaran partes de un cofre de plomo que había sido descubierto, un bol de plata cayó de un lado de la zanja. Cuando se examinó sobre el terreno, se vieron monedas y fragmentos de plata. Los Whelan informaron del hallazgo a Amy Cooper, oficial de enlace de hallazgos del Portable Antiquities Scheme: este fue uno de los primeros hallazgos de los que se informó a Cooper. La pareja fue elogiada por mostrar un "comportamiento ejemplar al no sacar todos los objetos del bol, sino que mantuvieron el hallazgo intacto". El tesoro fue transferido al Museo Británico, donde los conservadores excavaron cada hallazgo para conservar los objetos y la "información contextual". El descubrimiento se anunció el 19 de julio de 2007. El comunicado de prensa del Museo Británico afirmó: "El tamaño y la calidad del tesoro son notables, haciendo de él el hallazgo más importante de este tipo en Gran Bretaña durante más de 150 años", y también agregó: "El hallazgo es de importancia global, al tiempo que tiene un enorme significado para la historia de Yorkshire del Norte".
Conforme a una resolución judicial de Harrogate el 19 de julio de 2007, el tesoro fue clasificado como un Tesoro por el coroner de Yorkshire del Norte Geoff Fell bajo la Ley de tesoros de 1996, que exige que el hallazgo se ofrezca a la venta a museos, con las ganancias divididas por acuerdo entre los descubridores y el propietario de la tierra. El hallazgo fue valorado por el Treasure Valuation Committee ("Comité de Tasación de Tesoro") independiente para el Departamento para la Cultura, Medios de Comunicación y Deporte.

## Objetos

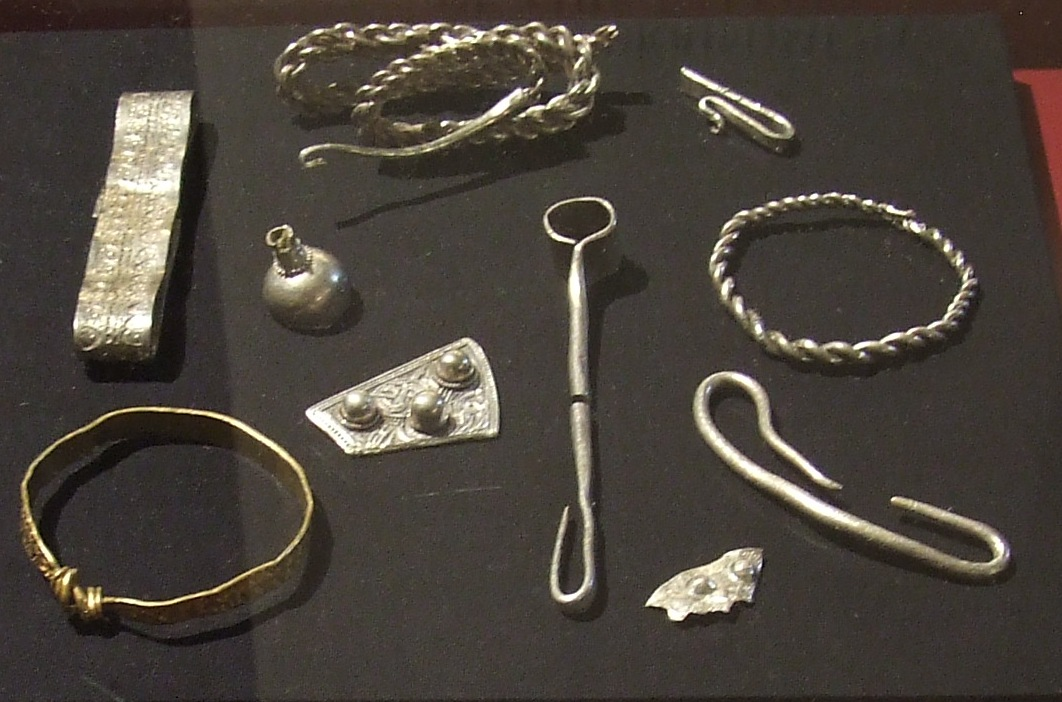
Brazaletes de plata y oro, collares y fragmentos de broches del tesoro

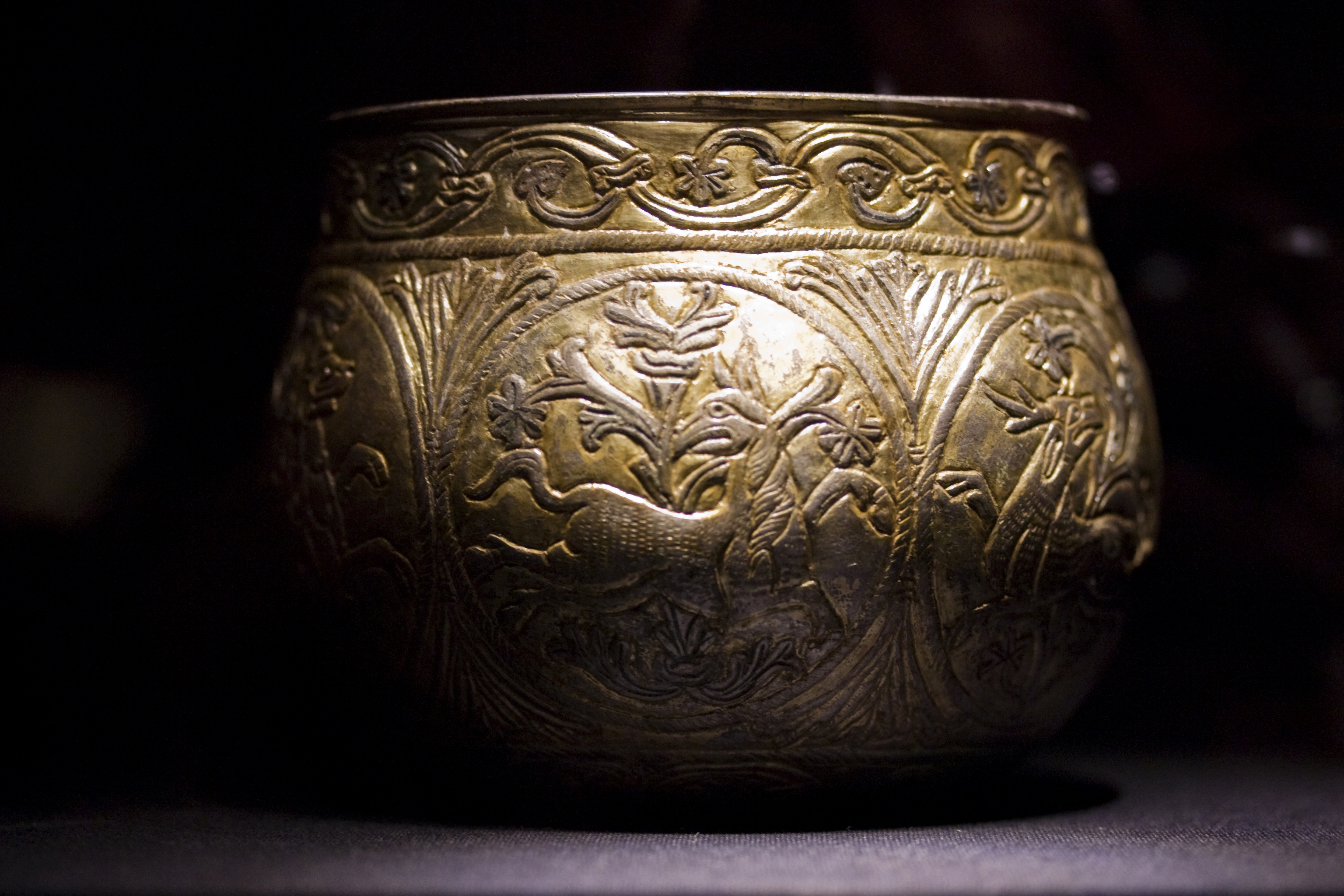
Copa del valle de York

El tesoro está formado por 617 monedas de plata y otros 65 objetos, incluyendo ornamentos, lingotes y metal precioso. Estos objetos estaban escondidos en una vasija de plata dorada alineada con oro (identificada de forma diferente como copa, bol o tarro) que se cree que posiblemente sea un recipiente eclesiástico del norte de Francia, bien saqueado o entregado como tributo. Vides, hojas y seis animales corriendo (dos leones y cuatro bestias de presa) decoran la copa. La copa es muy parecida a la copa de Halton Moor, que se conserva en el Museo Británico, en el hecho de que ambas deben ser del mismo taller carolingio y fueron producidas a mediados del siglo IX. La vasija fue enterrada en un cofre de plomo.
También se encontró un raro brazalete de oro (posiblemente procedente de Irlanda) y un hacksilver (fragmentos de metal cortado a veces usados como moneda). Los informes demostraron que las monedas llevaban símbolos islámicos, cristianos y paganos: "algunas de las monedas mezclaban imaginería pagana y cristiana, arrojando luz sobre las creencias de los vikingos recientemente cristianizados".
El tesoro había quedado protegido por alguna especie de lámina de plomo. Las monedas datan de finales del siglo IX y principios del siglo X, proporcionando un terminus post quem para datar el tesoro. La primera teoría en relación con algo que probablemente pasó en el siglo X y que podría justificar un enterramiento cuidadoso semejante es que pertenecía a un rico líder vikingo durante la inquietud que siguió a la conquista del reino vikingo de Northumbria en el año 927 por el rey anglosajón de una Inglaterra unificada, Athelstan (924–939). Otro breve período de gobierno vikingo en Northumbria siguió a la muerte de Athelstan en 939; duró hasta la expulsión y el asesinato del rey vikingo de Jórvík (actual York), Erico el Sanguinario, en 954.
El tesoro incluía objetos de muchas ubicaciones diversas, incluyendo Samarcanda en lo que hoy es Uzbekistán, África del Norte, Afganistán, Rusia, Irlanda, Escandinavia y la Europa continental, "ilustrando la amplitud de los viajes de los vikingos y conexiones comerciales". Gareth Williams, curador de monedas medievales tempranas en el Museo Británico, examinó los artefactos.

## Adquisición y exposición

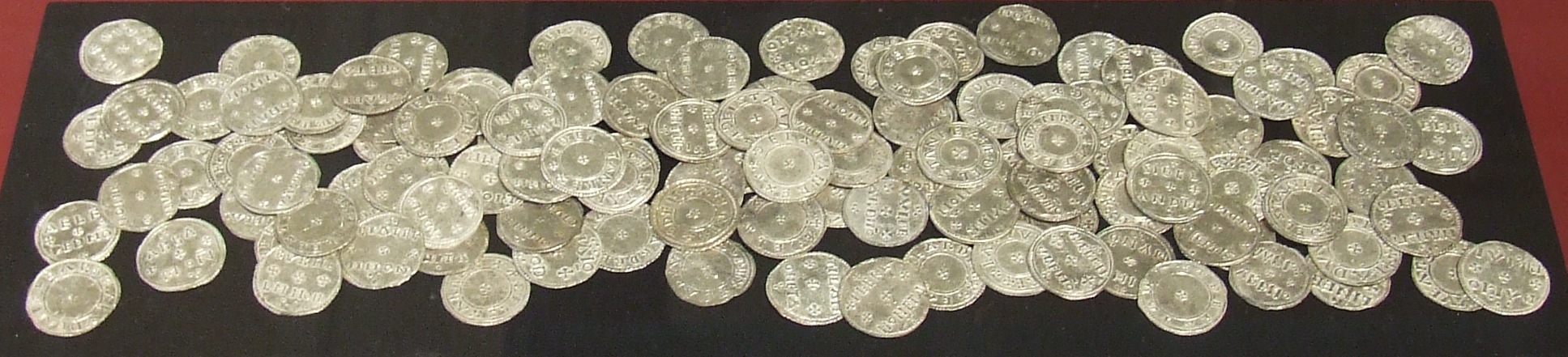
Monedillas de plata del tesoro expuestas en el museo Británico

El comité independiente de tasación valoró el tesoro en 1,082.000 libras. El tesoro fue adquirido conjuntamente por el York Museums Trust y el Museo Británico, con financiación del National Heritage Memorial Fund, The Art Fund y The British Museum Friends.
Desde el 17 de septiembre de 2009 objetos del tesoro estuvieron expuestos en el Museo de Yorkshire, en York, durante un período de seis semanas antes de que el museo cerrase para ser reformado en noviembre de 2009. El tesoro fue entonces llevado al Museo Británico para más trabajos de conservaciones y fue devuelto al Museo de Yorkshire para su reapertura después de una gran reforma el 1 de agosto de 2010 (Yorkshire Day). El tesoro fue usado en la exposición de vikingos del Museo Británico que duró del 6 de marzo al 22 de junio de 2014, el primero en el Museo Británico en treinta años.
Desde 2017 formó parte de una exposición itinerante titulada "Viking: Rediscover the Legend" ("Vikingo: redescubre la leyenda") y se muestra junto con el tesoro de Bedale y el tesoro de Cuerdale, con una gira que empezó en el Museo de Yorkshire y posteriormente incluiría la Atkinson Art Gallery and Library en Southport, la Galería de arte de Aberdeen, el museo del Castillo de Norwich y la Universidad de Nottingham.

### En inglés
- «Viking Hoard». Yorkshire Museum. 1 de septiembre de 2009. Archivado desde el original el 19 de febrero de 2012. Consultado el 20 de septiembre de 2009.
- «In Pictures: Vale of York Hoard». BBC News. 17 de septiembre de 2009. Consultado el 20 de septiembre de 2009.
- «The Vale of York Hoard on History of York». 22 de septiembre de 2009.
- «The Vale of York Hoard Portable Antiquities Scheme record number SWYOR-AECB53». 15 de junio de 2010. Archivado desde el original el 9 de diciembre de 2017. Consultado el 9 de diciembre de 2017.
- The Vale of York Hoard on the Portable Antiquities Scheme photostream on Flickr.  Other photos of the hoard in the set

| Predecesor: 55: Figuras de tumbas de la dinastía Tang | Una historia del mundo en cien objetos n.º 56 | Sucesor: 57: Vaso de Eduvigis |

- Datos: Q1191855
- Multimedia: Vale of York Hoard / Q1191855